# Kongens foged - sat på gaden
Kongens foged - sat på gaden er en dansk dokumentarfilm fra 2012 med instruktion og manuskript af Phie Ambo.

## Handling
Fogeden er finanskrisetidens bøddel, den der kommer og smider folk på gaden, uden tøven, uden blødhed i hjertet. Eller hvad? Filmen følger fogeden Else, og man bliver ikke alene faktuelt klogere på, hvad der er fogedens job, og hvordan en udsættelse foregår, men også på hvad netop denne foged er for en: en kvinde der interesserer sig for sine 'ofre' og som måske nok er myndig, men ikke nødvendigvis hård.